# Avicularia purpurea
Avicularia purpurea (лат.) — один из видов семейства пауков-птицеедов (Theraphosidae). Распространён в Эквадоре (Южная Америка), где часто встречается в сельскохозяйственных угодьях, в особенности — в местах выпаса крупного рогатого скота. Эти пауки хорошо лазают по деревьям и строят в дуплах гнёзда, где обитают парами. В условиях синантропного существования в качестве укрытий часто выбирают пустоты между гофрированными крышами и вспомогательными балками, а также отверстия в стенах.

## Окраска
На первый взгляд, этот паук кажется чёрным. Более подробный осмотр при солнечном свете показывает, что верхняя часть головогруди, лапы, пульпы и хелицеры имеют довольно интенсивную пурпурно-синюю радужность. Щетинки, покрывающие лапы и пальпы, не чёрные, но очень тёмные красно-коричневые. Верхняя часть головогруди, тарзальные органы и тарзальные пучки очень тёмно-коричневого, почти чёрного цвета. В тарзальных пучках бледно-розовый цвет, но это не так очевидно, как и у многих других видах Avicularia. Живот бархатно-чёрного цвета с длинными щетинками одного и того же цвета, как на лапах и пальпах. Общая наружная окраска является чёрной.
Нижняя часть головогруди, ноги и пальпы окрашены в чёрный цвет с тем же пурпурно-синим оттенком, хотя и менее интенсивными, чем в верхней части головогруди. Волоски вокруг рта ярко оранжево-красные, в грудной и брюшной полости — бархатно-чёрные.

## Содержание в неволе

### Террариум
Для успешного содержания достаточно террариума размером более 30х30х30 сантиметров.
Поскольку это древесный вид пауков, необходимо предусмотреть места для укрытия, как, например, кусочек коры, приклеенной к стеклу террариума, веточки из трубчатых тканей и т. д. В качестве субстрата для террариума следует использовать смесь торфа и вермикулита, которая глубиной должна быть не менее 2,5 сантиметра.

### Температура и влажность
Как и другие древесные пауки, они требуют высокой влажности (выше 80 %).
Обязательно наличие поилки с открытой водой, также рекомендуется периодически опрыскивать паука водой.
Температура от 24 до 28 градусов цельсия.
Ни в коем случае не допускать опускания уровня влажности ниже 70 процентов.

### Питание
Стандартное питание для пауков его вида. Сверчки, зофобас, тараканы — неприхотлив в еде.

## Поведение и размножение
Avicularia purpurea — древесный паук. Этот вид строит свои гнезда преимущественно в дуплах деревьев, иногда в непосредственной близости от эпифитных растений. Эти пауки питаются в основном сверчками, тараканами, мучными червями, но они также могут ловить мелких грызунов. Во время спаривания самки становятся очень агрессивными по отношению к самцам. Через несколько месяцев после спаривания самка откладывает в кокон до 120 яиц. Через шесть-восемь недель вылупляется от 50 до 120 нимф.